# Paradyzja (roślina)
Paradyzja (Paradisea Mazzuc.) – rodzaj roślin z rodziny szparagowatych. Obejmuje dwa gatunki występujące w górach południowej Europy, na obszarze od Portugalii i Hiszpanii, przez Francję, Szwajcarię, Włochy i Austrię do Półwyspu Bałkańskiego.
Nazwa naukowa rodzaju honoruje Giovanniego Paradisego, hrabiego Modeny, żyjącego w latach 1760–1826. 

## Morfologia

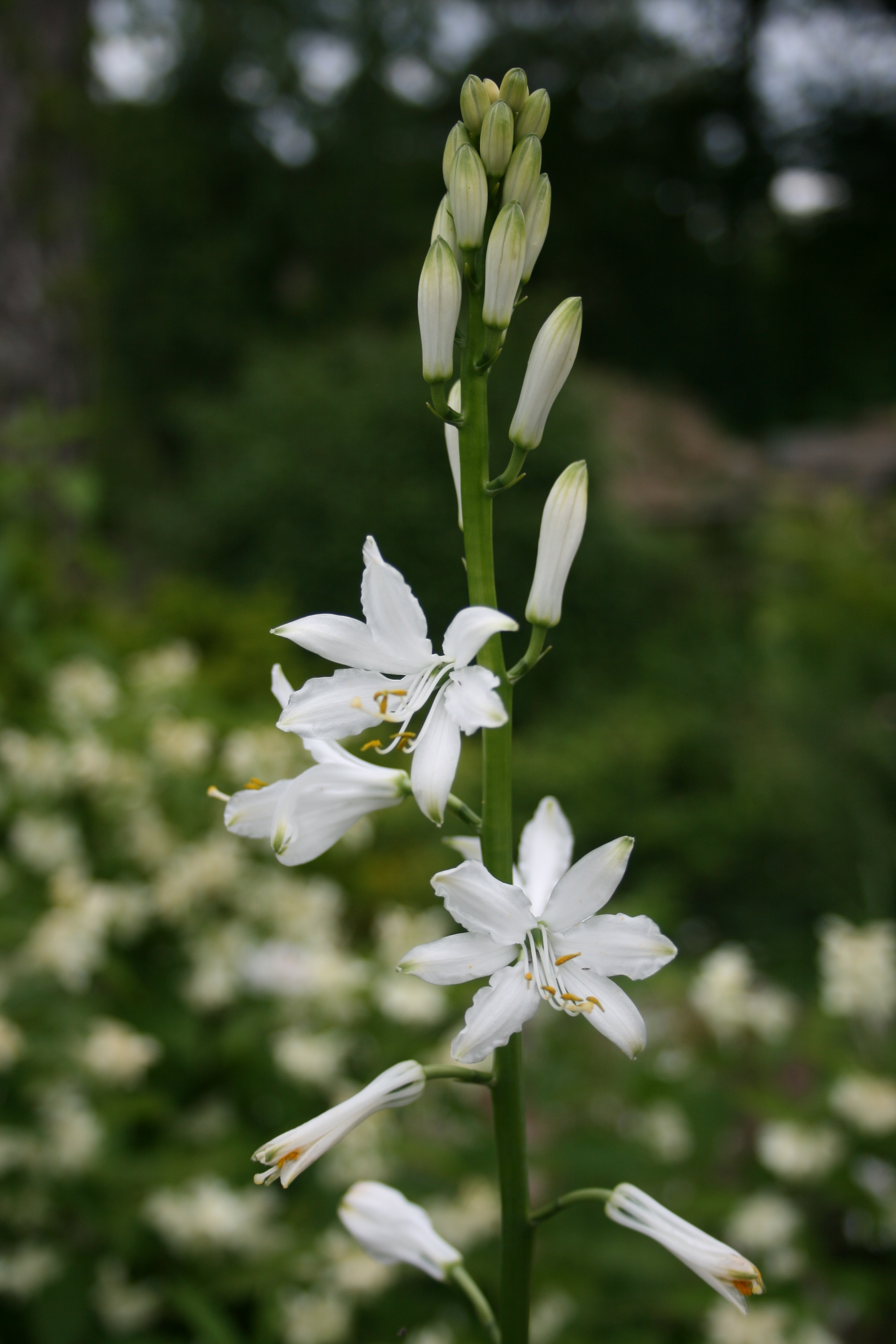
Kwiatostan paradyzji luzytańskiej

PokrójWieloletnie rośliny zielne, tworzące małe kępy.
PędyKrótkie kłącze. Korzenie mięsiste. Pęd kwiatostanowy ulistniony u nasady, głąbikowaty, z pochwą utworzoną przez włókniste nasady liści, o wysokości 30–50 cm (paradyzja liliowata) lub 80–120 cm (p. luzytańska).
LiścieSiedzące, równowąskie do równowąsko-lancetowatych, o wymiarach 12–25×0,3–0,5 cm (p. liliowata) lub 30–40×0,7–2 cm (p. luzytańska).
KwiatyZebrane w grono, jednostronne, luźne i składające się z od 4 do 10 (rzadziej 20) kwiatów u paradyzji liliowatej lub niejednostronne, gęstsze i składające się z od 20 do 25 kwiatów u p. luzytańskiej. Z każdego węzła kwiatostanu wyrasta pojedynczym kwiat, wsparty prostopadle odgiętą przysadką. Szypułka u p. liliowatej członowana. Okwiat dzwonkowaty. Listki okwiatu wolne, białe, od nasady niemal wzniesione, powyżej niemal płasko rozpostarte, pazurkowate, o długości 30–50 mm (p. liliowata) lub 20–25 mm (p. luzytańska). Pręciki krótko przyrośnięte do nasady listków okwiatu, z gładkimi, zakrzywionymi do góry nitkami łączącymi się z łącznikiem od tyłu główki. Główki pręcików obrotne. Zalążnia podługowato-jajowata, z licznymi zalążkami w każdej komorze. Szyjka słupka w górnej połowie zakrzywiona do góry.
OwocePodługowate, trójwrębne torebki. Nasiona ostro kanciaste.

## Biologia i ekologia
RozwójGeofity ryzomowe. Kwitną późną wiosną.
SiedliskoWysokogórskie (piętro alpejskie) łąki, a w przypadku paradyzji luzytańskiej również lasy i bagna.
GenetykaLiczba chromosomów 2n = 20, 32, 48, 64.

## Systematyka
Pozycja systematycznaRodzaj z plemienia Anthericeae w podrodzinie agawowych Agavoideae w obrębie rodziny szparagowatych Asparagaceae.
Wykaz gatunków
- Paradisea liliastrum (L.) Bertol. – paradyzja liliowata
- Paradisea lusitanica (Cout.) Samp. – paradyzja luzytańska

## Zastosowanie
Paradyzja liliowata bywa uprawiana jako roślina ozdobna. Powinna być uprawiana w podłożu bogatym w próchnicę, w pełnym słońcu lub półcieniu. Rozmnaża się z nasion lub podział kęp po kwitnieniu lub wczesną wiosną. Roślina trudna w uprawie, nie toleruje przesychania podłoża w okresie lata. W Polsce zasadniczo mrozoodporna (strefy mrozoodporności: 7–9).